# Good Old-Fashioned Lover Boy
«Good Old-Fashioned Lover Boy» (с англ. — «Добрый старомодный любовник») — песня английской рок-группы Queen из альбома A Day at the Races. Написана в 1976 году британским певцом Фредди Меркьюри.
Песня начинается пением и игрой Меркьюри на рояле. Затем, перед началом припева, подключается Джон Дикон с бас-гитарой и Роджер Тейлор с ударными. После того, как второй куплет и второй припев спеты, музыканты перестают играть и поёт Меркьюри с Майком Стоуном, звукорежиссёром группы. Далее идёт гитарное соло Брайана Мэя и песня завершается очередным припевом.
В песне рассказывается о том, как «добрый старомодный любовник» предвкушает ночь веселья и любви.
Также песня была записана на сторону «Б» сингла «Teo Torriatte (Let Us Cling Together)».

## Queen’s First EP
Песня вышла на первом миньоне группы вместе с песнями «Death on Two Legs (Dedicated to…)», «Tenement Funster» и «White Queen (As It Began)».

## Кавер-версии
- Для трибьют-альбома Killer Queen: A Tribute to Queen песню исполнил Джейсон Мраз.

## Видеоклип
Видеоклипом песни является видео из двух других клипов с альбома: «Somebody to Love» и «Tie Your Mother Down», смонтированное в 1992 году. Несмотря на это, клип вошёл в сборник Greatest Video Hits 1.

## Чарты

### Великобритания
| Позиция | 36 | 29 | 21 | 24 | 17 | 24 | 19 | 17 | 23 | 22 |